# Camponotus hemichlaena
Camponotus hemichlaena is een mierensoort uit de onderfamilie van de schubmieren (Formicinae). De wetenschappelijke naam van de soort is voor het eerst geldig gepubliceerd in 1951 door Yasumatsu & Brown.